# Rotsnurr
Rotsnurr är ett problem som kan drabba plantor av såväl barr- som lövträd som har drivits upp i krukor, så kallade täckrotsplantor. Följden blir att när trädet väl har planterats, fortsätter rötterna att växa som om de vore i en kruka, det vill säga en rotsurr uppstår. Resultatet är senare ett instabilt träd.